# Štěpán Bouzar
Štěpán Bouzar (1. září 1914, Blížkovice – 24. června 1942, Brno, používal též falešné jméno Karel Havliš) byl český voják a odbojář.

## Biografie
Štěpán Bouzar se narodil v roce 1914 v Blížkovicích, jeho otcem byl zemědělec. Absolvoval obecnou školu v Blížkovicích a následně odešel na gymnázium v Moravských Budějovicích, kde v roce 1933 odmaturoval. Po maturitě nastoupil dobrovolně na základní vojenskou službu s tím, že následně chtěl vstoupit do armády, ale nakonec se vrátil zpět domů a nastoupil na místo berního úředníka v Hrotovicích. Působil také v Sokole v Blížkovicích i Hrotovicích a následně se stal členem hnutí Obrana národa. Spolupracoval v odbojové činnosti s Leopoldem Lohniským a společně se stali spojkami Obrany národa.
V létě roku 1941 byl Leopold Lohniský zatčen a Štěpán Bouzar začal používat jméno Karel Havliš a odešel do jižních Čech, kde jeho bratr pracoval ve Vřesné u Drahova jako správce lihovaru, ubytoval se v domě bratra v Kardašově Řečici. Později, po upozornění, že se o něj zajímá gestapo odjel do Lišova, kde mu švagr bratra našel práci. V říjnu roku 1941 odešel do Prahy, kde začal pracovat v továrně pro výrobu podlah, v Praze se opět spojil s Leopoldem Lohniským, kterému zajistil pracovní místo v téže továrně. Společně pak působili v odboji a sháněli falešné osobní doklady pro další odbojáře.
V květnu roku 1942 po atentátu na Heydricha byly v Blížkovicích zatčeni příslušníci jeho rodiny, Štěpán Bouzar byl spolu s Leopoldem Lohniským zatčen 1. června 1942 na Hlavním nádraží v Praze a následně převezen do Blížkovic, Jihlavy a následně do Brna. Popraven byl 24. června 1942 po odsouzení k trestu smrti v Kounicových kolejích.
Jeho jméno je uvedeno na pamětní desce na sokolovně v Blížkovicích a památníku obětem sv. války v Blížkovicích.